# Tyumeny
Tyumeny (Siberian Tatar: Цимкетора -Tsimketora) Szibéria első orosz alapítású városa. Moszkvától 2138 km-re a Transzszibériai vasútvonal mentén. A Tyumenyi terület és az orosz szénhidrogén-bányászat központja. 
Lakossága: 581 907 fő (a 2010. évi népszámláláskor).

## Nevének etimológiája
Neve minden bizonnyal mongol eredetű; a mongol tümen (jelentése: „tízezer”; régi jelentése „nemzetségi szállásföld”). Eszerint etimológiailag kapcsolatban áll a magyar „tömény” szóval.  Egy kevéssé valószínű feltevés szerint a név a manysi nyelvből származhat, az viszont egy török nyelvi „Csimgi”, „Csingi-Tura” település nevére vezethető vissza.

## Fekvése
Tyumeny Nyugat-Szibériában, a Tobol mellékfolyója, a Tura partján helyezkedik el.
Itt haladt a Közép-Ázsiából a Volga vidékére vezető ősi karavánút. Hajózható folyók kapcsolják Szibéria északi és keleti területeihez.

## Története
Tyumenyt, Szibéria első orosz alapítású települését 1586-ban hozták létre az Ázsiából Európába, a Volga vidékére vezető ősi karavánút mentén. 
Tyumeny területén 5000 évvel ezelőtt telepedtek meg ugor törzsek. Időszámításunk első századában török nyelvű népcsoportok foglalták el a területet, és a 14. században az Arany Horda kánsága települt ide. A kánság központja Csingi-Tura tatár település volt. A tatárok közötti viszályok során az Aranyhorda felbomlását követően létrejött a Szibériai Kánság. Ennek székhelye valahol a Tobol mentén volt. A tatár támadások megakadályozására 1586-ban a félig lerombolt Csingi Tura közelében, a Tura folyó partján épült fel Tyumeny, egy orosz cölöpvár.
Tyumeny Közép-Ázsia, Perzsia és Kína irányában hamarosan Oroszország fontos kereskedelmi központjává vált . A várost vízi utak kötik össze Kelet- és Észak-Szibériával, így nem véletlen, hogy Szibéria első folyami gőzhajóját itt bocsátották vízre 1836-ban. A 19. század végén, a Transzszibériai vasútvonal megnyitását követően a város ipara jelentős fejlődésnek indult. Hajóépítés, bőripar stb..
Tyumeny ipara 1941-ben gyökeresen átalakult. Oroszország európai körzeteiből 22 nehézipari üzemet evakuáltak a városba. Ekkor hadihajóktól kezdve tankokon és lőszeren át szinte mindent gyártottak itt.
De a város gazdaságának legjelentősebb változása 1970-es években történt a tyumenyi szénhidrogén mezők felfedezésével. Tyumeny és környéke korunkban az orosz olajipar és földgáztermelés egyik központja.

## Népesség
- 2002-ben 516 059 lakosa volt, melyből 428 310 orosz, 29 433 tatár, 10 532 ukrán, 6 440 azeri, 4 266 örmény, 4 057 német, 2 989 csuvas, 2 819 fehérorosz, 1 969 kazah, 1 386 baskír, 969 grúz, 969 tadzsik, 957 mari, 856 csecsen, 773 moldáv, 743 üzbég, 636 udmurt, 582 lezg stb.
- 2010-ben 581 907 lakosa volt, melyből 450 640 orosz, 31 195 tatár, 9 038 ukrán, 6 102 azeri, 5 065 örmény, 3 285 német, 2 851 kazah, 2 594 csuvas, 2 161 fehérorosz, 1 924 tadzsik, 1 893 üzbég, 1 490 kirgiz, 1 466 baskír, 918 mari, 915 moldáv, 883 lezg, 835 grúz, 670 csecsen, 653 ingus, 563 udmurt stb.

## Oktatás
A Tyumenyi Állami Egyetem Szibéria 6., Oroszország 59. egyetemeként 1973-ban nyílt meg az 1930-ban alapított Pedagógiai Főiskola alapjain. Az intézmény klasszikus tudományegyetem, melynek 12 500, kihelyezett tagozatait és társintézményeit is figyelembe véve pedig összesen több mint 35 000 hallgatója van.

## Testvérvárosok
- Daqing, Kína (1993)
- Celle, Németország (1994)
- Houston, USA (1995)

## Képek

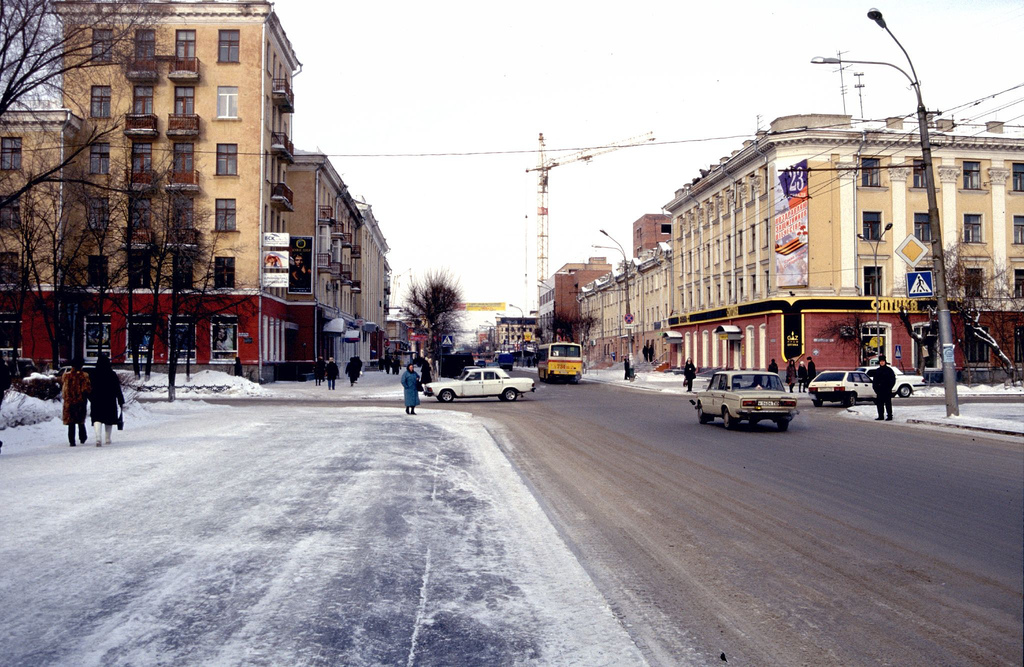
Tyumeny
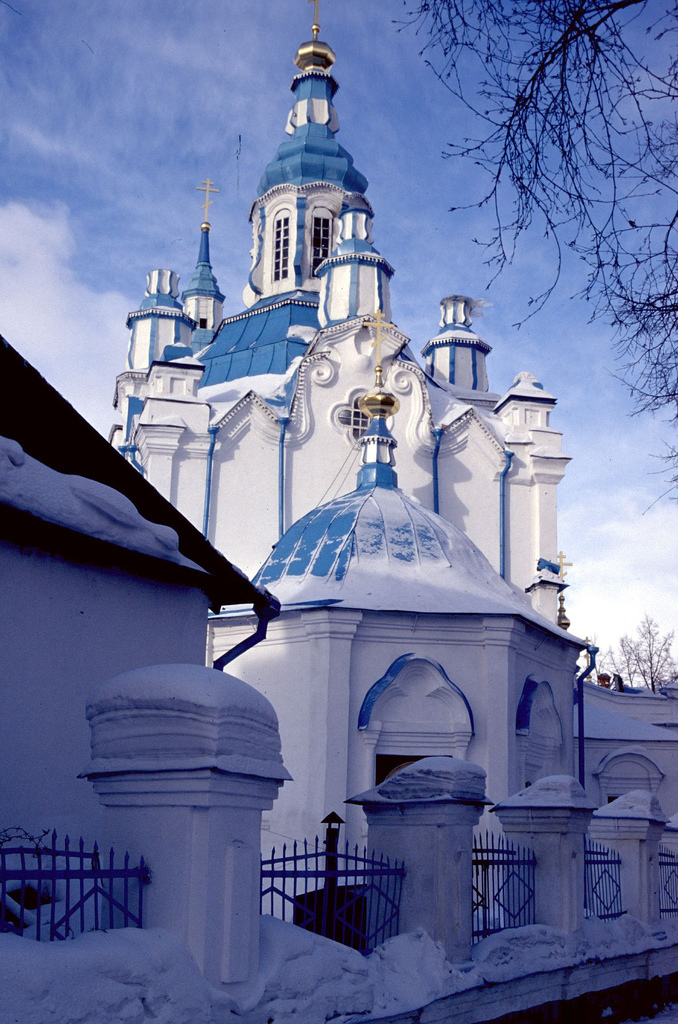
Katedrális
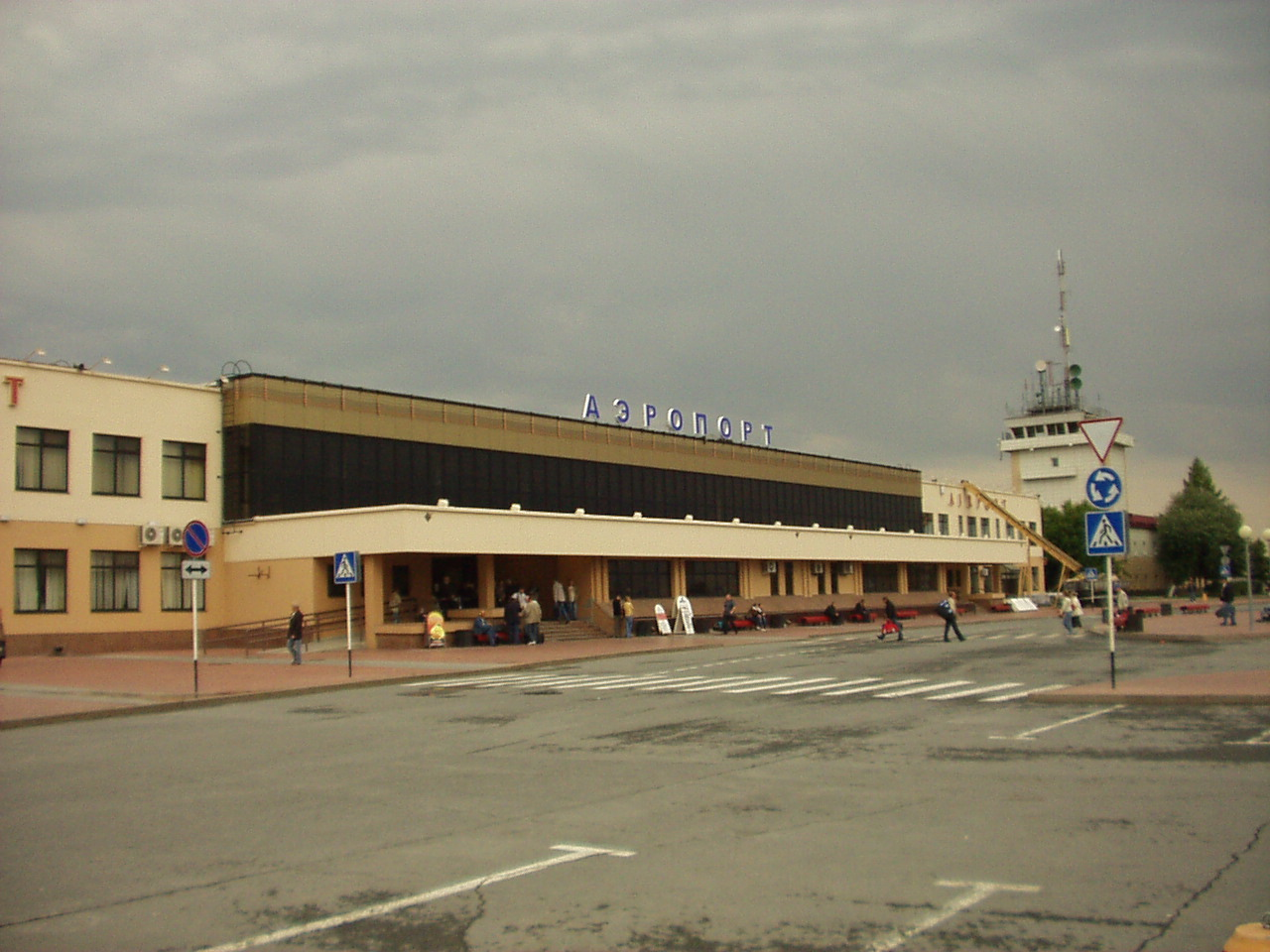
Roscsino Nemzetközi Repülőtér
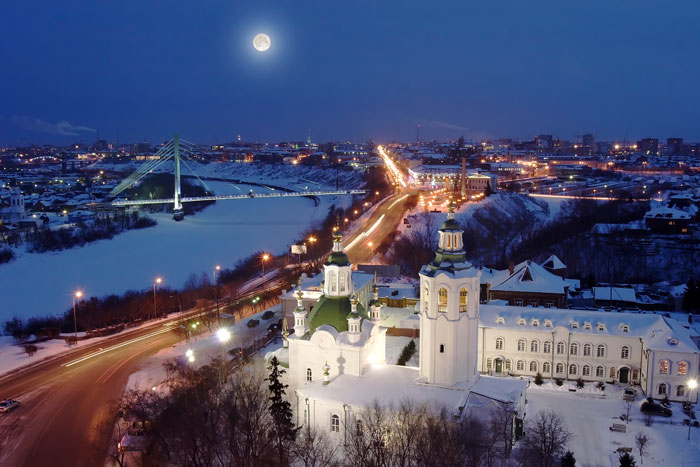